# Библиотека Карнеги (Реймс)
Реймская библиотека Карнеги (фр. Bibliothèque Carnegie de Reims) — публичная библиотека, построенная на деньги, пожертвованные бизнесменом и меценатом Эндрю Карнеги городу Реймсу после Первой мировой войны. Реймс стал одним из трёх «прифронтовых» городов, которым была предоставлена библиотека Карнеги, два других — Лёвен и Белград (Библиотека Белградского университета).
Построенная в 1920-х годах, она объединила миссии сохранения наследия и чтения публичной библиотеки. До 2003 года Библиотека Карнеги была главной библиотекой Реймса.
Декор в стиле ар-деко, гармония пропорций и элегантность архитектуры сделали библиотеку Карнеги достойной включения во французский список исторических памятников.

## История
Муниципальная библиотека Реймса была основана в конце XVIII века как собрание книг, принадлежавших религиозным орденам. В 1764 году, после подавления Общества Иисуса во Франции, книги Реймсского иезуитского коллежа были конфискованы. Во время Великой французской революции библиотеки аббатств Реймса и собрания Реймсского собора были также конфискованы и добавлены в коллекции публичной библиотеки Реймса. Изначально эти коллекции располагались на первом этаже мэрии, где в 1818 году открылся небольшой читальный зал.
Первая мировая война ознаменовала глубокий перелом в истории библиотеки. 3 мая 1917 года зажигательный снаряд уничтожил ратушу и большую часть коллекций. Самые ценные работы (около 100 000 документов) были эвакуированы ещё до войны и, таким образом, защищены от ущерба. В 1918 году город Реймс был опустошён. Муниципалитет не мог позволить себе финансировать восстановление публичной библиотеки без Фонда Карнеги за Международный Мир.
Основанный в 1910 году филантропом Эндрю Карнеги Фонд Карнеги за Международный Мир решил после Первой мировой войны предоставить библиотеку городам, особенно пострадавшим от бомбёжек. Во Франции для получения библиотеки Карнеги был выбран Реймс.
Фонд Карнеги предложил городу Реймсу сумму в 200 000 долларов США (более 3 миллионов франков на тот момент) для строительства новой библиотеки. Строительство библиотеки Карнеги было поручено французскому архитектору Максу Сенсольё (1870—1953). Получив заказ на строительство в декабре 1920 года, Сенсольё предпринял учебную поездку для посещения зарубежных библиотек в Швейцарии и Бельгии. Под влиянием своего сына Луи он переделал свой первый проект (изначально классический), выбрав современный стиль ар-деко.
Построенное в 1921 году здание было закончено в 1927 году. Оно было официально открыто для публики 10 июня 1928 года в присутствии президента Франции Гастона Думерга и посла США Майрона Тимоти Херрика Библиотечный фонд включает в себя некоторые материалы, пережившие Первую мировую войну.

## Архитектура
Реймсская библиотека Карнеги, отличающаяся качеством материалов и роскошным интерьером, может похвастаться в высшей степени функциональным пространственным дизайном, крайне редким во Франции в то время. В нём строго разграничены общественные места, складские помещения и рабочие места для персонала. Полукруглая форма книжного магазина довольно необычна и позволяет хранить почти 400 000 книг на пяти уровнях. Перед этим магазином находятся читальный зал и административные помещения.
Сенсольё разработал библиотеку как храм, посвящённый знаниям. Посетитель входит в здание, поднимаясь по лестнице, символизирующей его возвышение к знаниям. Две вазы, выполненные Национальной фарфоровой мануфактурой Севра, украшают ступени платформы.
У входа две пилястры без капителей увенчаны классическим фронтоном, который украшают выгравированные цветущие кустарники и надпись железными буквами — «Bibliothèque» (библиотека). Гравированный девиз библиотеки гласит на латыни «Educunt fructum folia» (цветы приводят к плодам). Этот барельеф, символизирующий расцвет ума, был создан французским скульптором Эдуаром Седиеем (фр. Édouard Sediey).
Фасад, украшенный мозаикой, выполненной А. Бире, прорезан большими коваными воротами, изготовленными компанией Шварц-Хомон. Всё крыльцо было представлено на Международной выставке декоративных искусств и промышленности в 1925 году и выиграло золотую медаль.

## Реставрация
В 2001 году город Реймс поручил реконструкцию библиотеки французским архитекторам Жаку Блео (Jacques Bléhaut) и Жан-Лу Руберу (Jean-Loup Roubert). Приоритет был отдан доведению здания до стандартов с точки зрения доступности и безопасности при сохранении оригинального духа места. Реконструкция была направлена также на максимально возможное улучшение условий сохранности коллекций с установкой кондиционеров в книжных магазинах. В местах, доступных для публики, реставрация также имела целью улучшить комфорт читателей и предложить им новые зоны деятельности (конференц-зал, учебная мастерская), расположенные в саду на первом этаже. Это преобразование стало возможным благодаря переезду в 2002 году муниципальных архивов, расположенных с 1928 года в здании. Большое внимание было уделено реставрации декоративных элементов: мрамора, витражей, металлоконструкций, изделий из дерева. Библиотека открылась для публики в июне 2005 года.

## Галерея

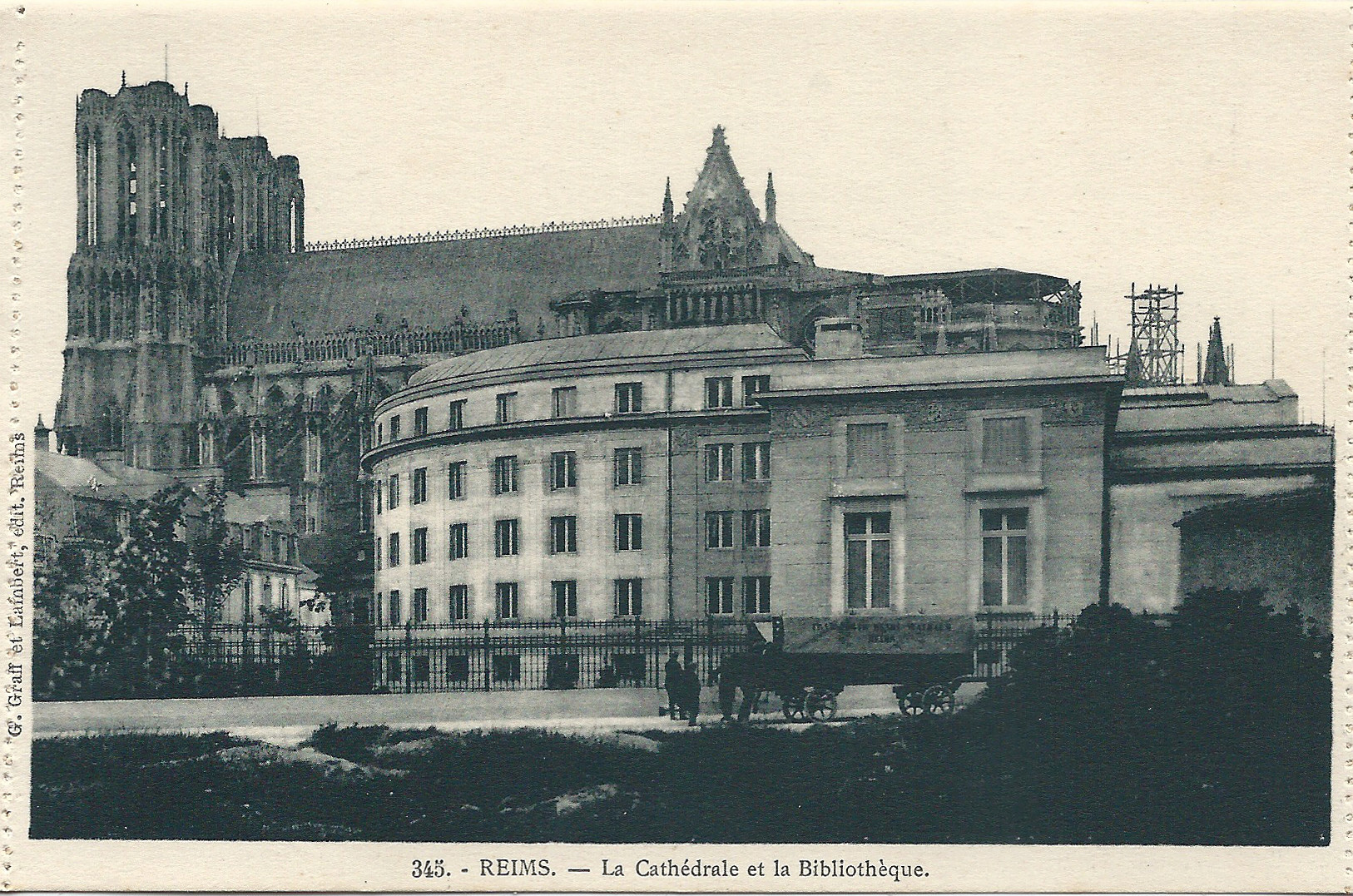
Библиотека Карнеги. Фотография 1935 года
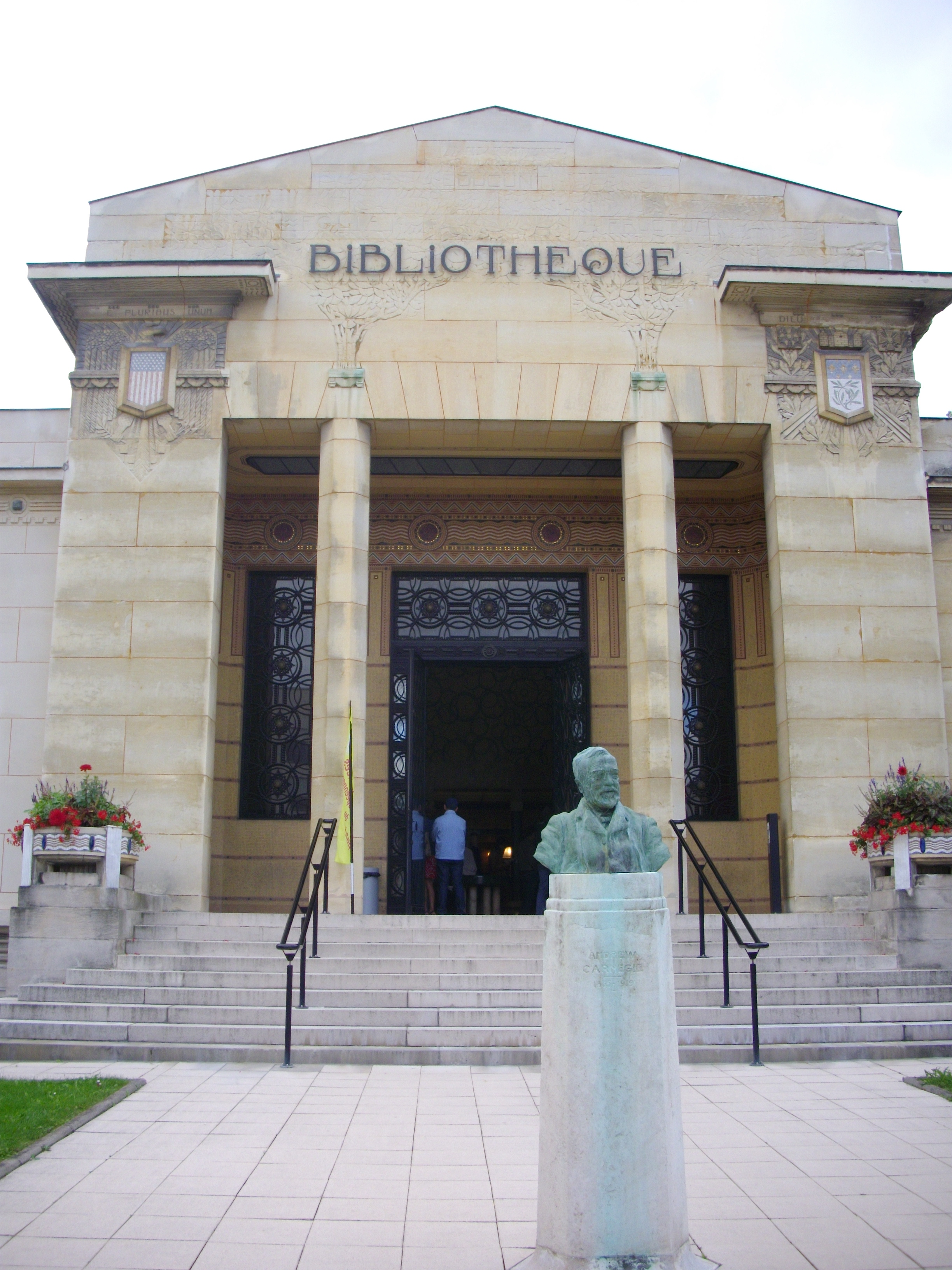
Вход в библиотеку и бюст Эндрю Карнеги
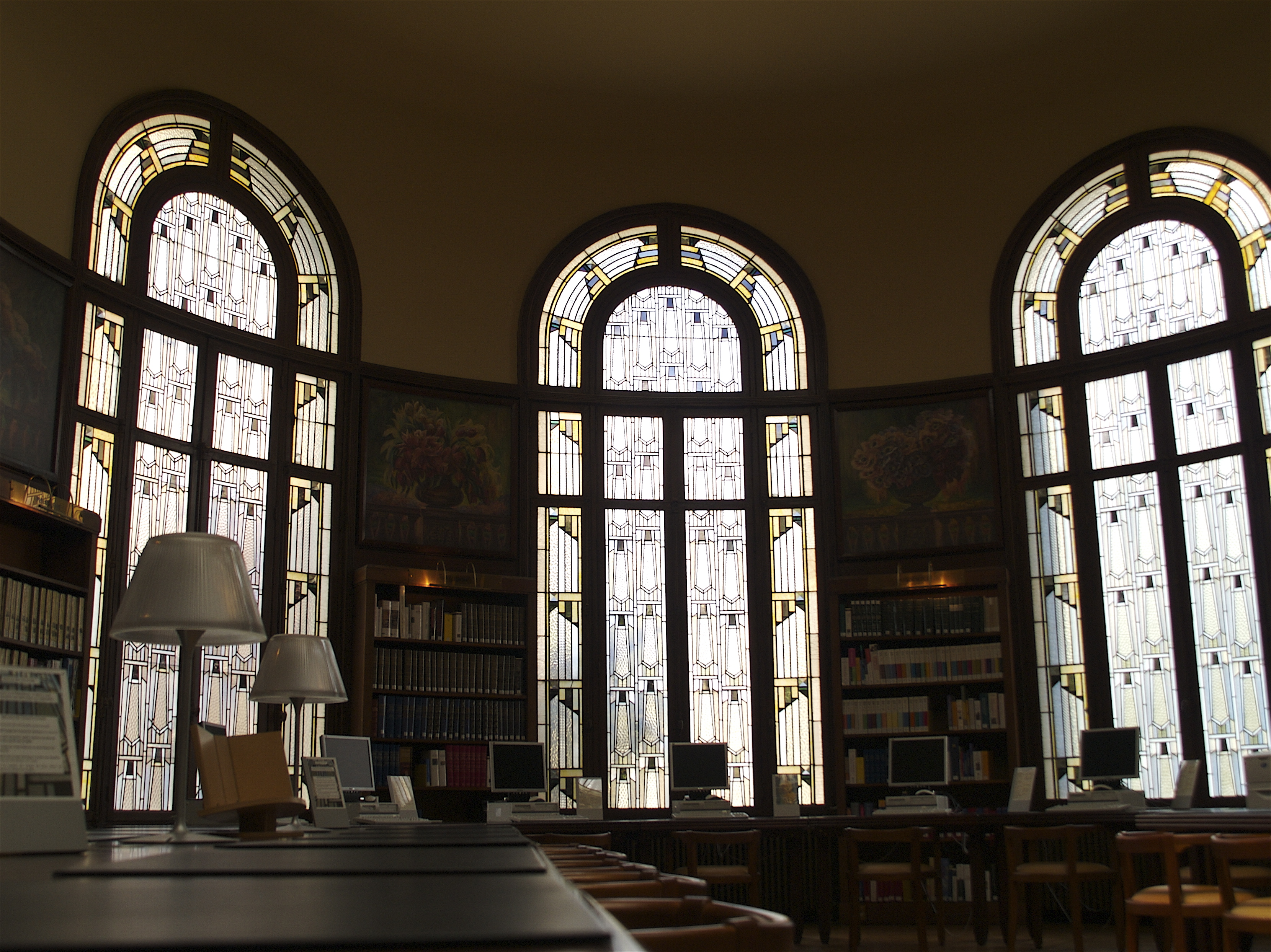
Читальный зал
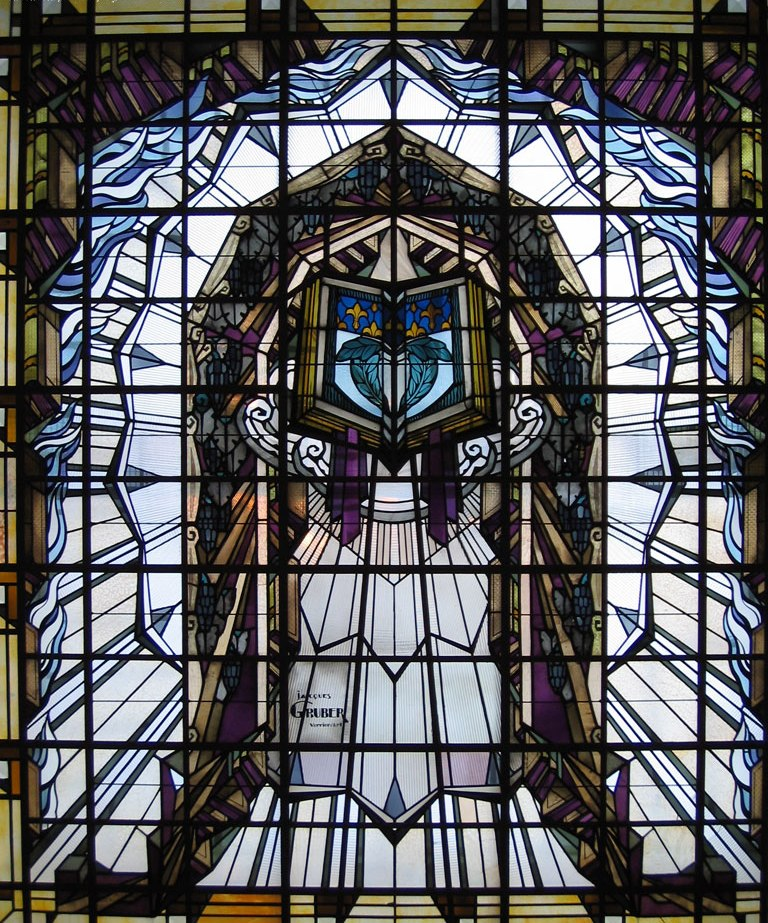
Витраж в стиле ар-деко в читальном зале Жака Грубера
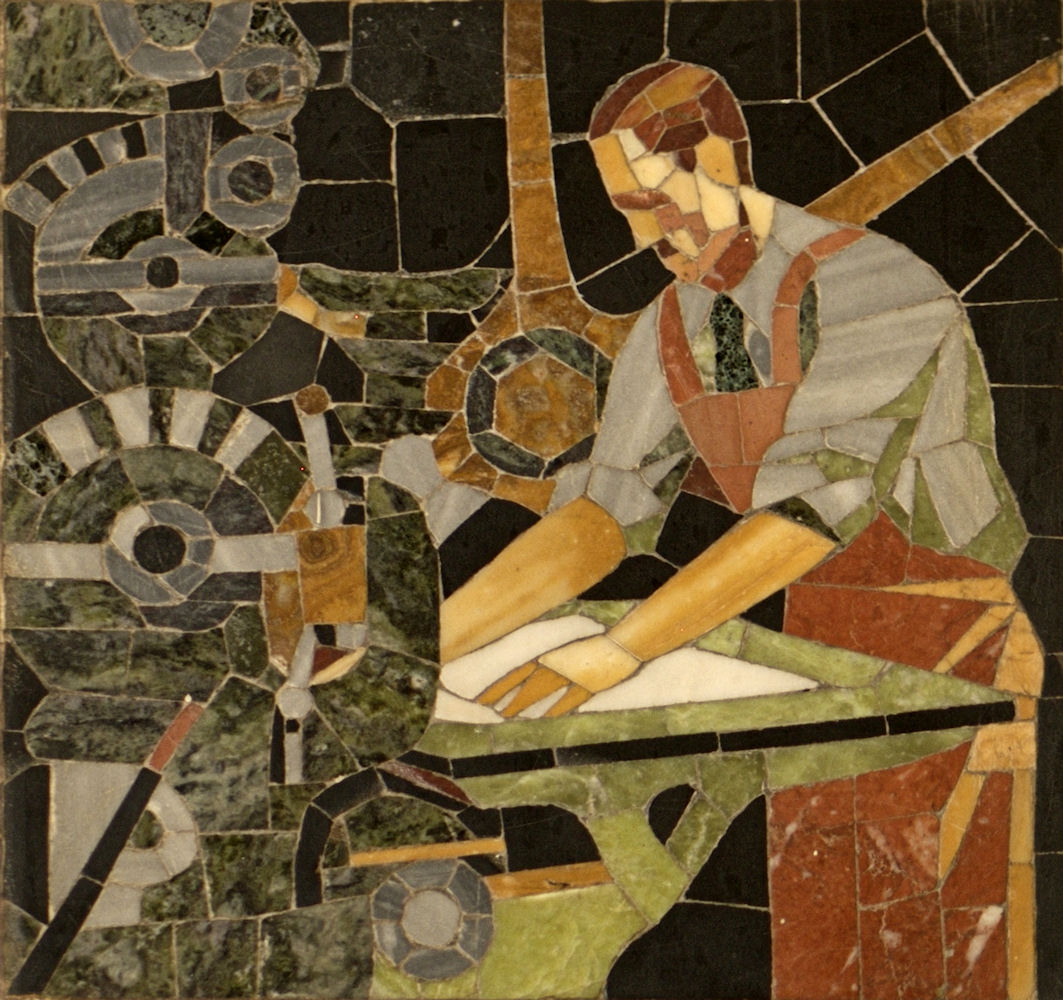
Фрагмент мозаики в прихожей по чертежам Анри Соважа